# Ján Strausz
Ján Strausz (16. listopadu 1942 Mukačevo – 29. listopadu 2017 Košice) byl slovenský fotbalista, útočník a reprezentant Československa.

## Fotbalová kariéra
V československé reprezentaci odehrál roku 1965 jedno utkání (s Rumunskem v kvalifikaci na mistrovství světa 1966). Přesto, že v reprezentaci nedostal příliš šancí, neboť čelil velké konkurenci v silné generaci 60. let, byl výjimečným střelcem – nastřílel 115 ligových gólů (ve 260 utkáních), z toho 74 hlavou a ani jeden z penalty nebo přímého kopu. Je členem Klubu ligových kanonýrů. Hrál za VSS Košice (1962–1965, 1967–1975), Duklu Praha (1965), Duklu Komárno (1965–1966), Duklu Nováky (1966–1967), Tatran Prešov (1975–1977) a Baník Rožňava (1977–1978). Je legendou košického fotbalu, osm sezón byl nejlepším střelcem VSS. V Poháru vítězů pohárů nastoupil v 1 utkání a dal 1 gól (za Duklu Praha) a v Poháru UEFA nastoupil ve 4 utkáních (za VSS Košice).

## Ligová bilance
| Ročník                                   | Zápasy | Góly | Minuty | Klub              |
| ---------------------------------------- | ------ | ---- | ------ | ----------------- |
| 1. československá fotbalová liga 1963/64 | 25     | 11   | 2 235  | VSS Košice        |
| 1. československá fotbalová liga 1964/65 | 26     | 11   | 2 334  | VSS Košice        |
| 1. československá fotbalová liga 1965/66 | 3      | 0    | 270    | Dukla Praha       |
| 2. československá fotbalová liga 1965/66 | –      | –    | –      | VTJ Dukla Komárno |
| 1. československá fotbalová liga 1967/68 | 25     | 14   | 2 066  | VSS Košice        |
| 1. československá fotbalová liga 1968/69 | 25     | 12   | 2 204  | VSS Košice        |
| 1. československá fotbalová liga 1969/70 | 26     | 11   | 2 305  | VSS Košice        |
| 1. československá fotbalová liga 1970/71 | 30     | 8    | 2 574  | VSS Košice        |
| 1. československá fotbalová liga 1971/72 | 29     | 14   | 2 535  | VSS Košice        |
| 1. československá fotbalová liga 1972/73 | 24     | 11   | 1 915  | VSS Košice        |
| 1. československá fotbalová liga 1973/74 | 23     | 8    | 1 922  | VSS Košice        |
| 1. československá fotbalová liga 1974/75 | 24     | 15   | 1 795  | VSS Košice        |
| 2. československá fotbalová liga 1975/76 | –      | –    | –      | Tatran Prešov     |
| 2. československá fotbalová liga 1976/77 | –      | –    | –      | Tatran Prešov     |
| CELKEM 1. československá liga            | 260    | 115  | 22 155 |                   |